# Station Veldegem
Het station Veldegem is een voormalig spoorweghalte langs spoorlijn 66 Brugge - Kortrijk) in Veldegem, een deelgemeente van de gemeente Zedelgem. Het werd in 1955 gesloten samen met enkele andere kleinere stations langs de spoorlijn.

## Aantal instappende reizigers
De grafiek en tabel geven het gemiddeld aantal instappende reizigers weer op een week-, zater- en zondag.
| Tabel: aantal instappende reizigers station Veldegem | Tabel: aantal instappende reizigers station Veldegem | Tabel: aantal instappende reizigers station Veldegem | Tabel: aantal instappende reizigers station Veldegem |
|                                                      | Weekdag                                              | Zaterdag                                             | Zondag                                               |
| ---------------------------------------------------- | ---------------------------------------------------- | ---------------------------------------------------- | ---------------------------------------------------- |
| 1977                                                 | 19                                                   | 4                                                    | 0                                                    |
| 1978                                                 | 2                                                    | 0                                                    | 0                                                    |
| 1979                                                 | 27                                                   | 0                                                    | 0                                                    |

0: Brugge ·
3,2: Sint-Michiels ·
7,2: Loppem ·
10,8: Zedelgem ·
12,9: Veldegem ·
18,9: Torhout ·
23,7: Lichtervelde ·
27,1: Gits ·
29,7: Beveren (Roeselare) ·
32,4: Roeselare ·
34,8: Rumbeke ·
36,7: Kachtem ·
39,3: Izegem ·
42,4: Ingelmunster ·
45,6: Lendelede ·
47,2: Sint-Katerine ·
50,2: Heule ·
51,0: Heule-Leiaarde ·
54,5: Kortrijk